# Huilong (köping i Kina, Guizhou)
Huilong (kinesiska: 回龙, 回龙镇) är en köping i Kina. Den ligger i provinsen Guizhou, i den sydvästra delen av landet, omkring 170 kilometer sydväst om provinshuvudstaden Guiyang.